# 老城广场 (布拉格)
老城广场（捷克语：Staroměstské náměstí），或譯為舊城廣场。是捷克共和国首都布拉格老城区的一个古老的广场，立有宗教改革先驅扬·胡斯雕像，常被稱為胡斯廣場。又因其為布拉格最富名氣的廣場，往往被直稱為布拉格廣場，而臺灣歌手蔡依林則有一首以此為名的歌曲。

## 簡介
老城广场位于瓦茨拉夫广场和查理大桥之间，在夏季经常挤满游客。周边建筑的风格多种多样，包括哥德式建築廷教堂、巴洛克风格的圣尼古拉教堂。这个广场也是被布拉格狭窄的街道所困扰的游客们的一个绿洲。游客们可以在广场上的许多教堂中，发现老市政厅外墙上著名的天文钟，而旧市政厅的塔楼则可供用来观看老城全景。
广场的中心竖立着胡斯雕像，这位捷克宗教改革先驅揚·胡斯，因为反對羅馬教宗販賣贖罪券而在康斯坦茨被教廷以火刑處死，因而引爆了胡斯戰爭。雕像立于1915年7月6日，揚·胡斯逝世500周年之际。
老城广场不仅是一个受欢迎的聚会场所，还用来举行新年庆典、假日市场（圣诞节和复活节）以及抗议活动。有时，冰球和足球比赛会在大屏幕上展示，吸引来大批的球迷。